# Magnus Gabriel De la Gardie

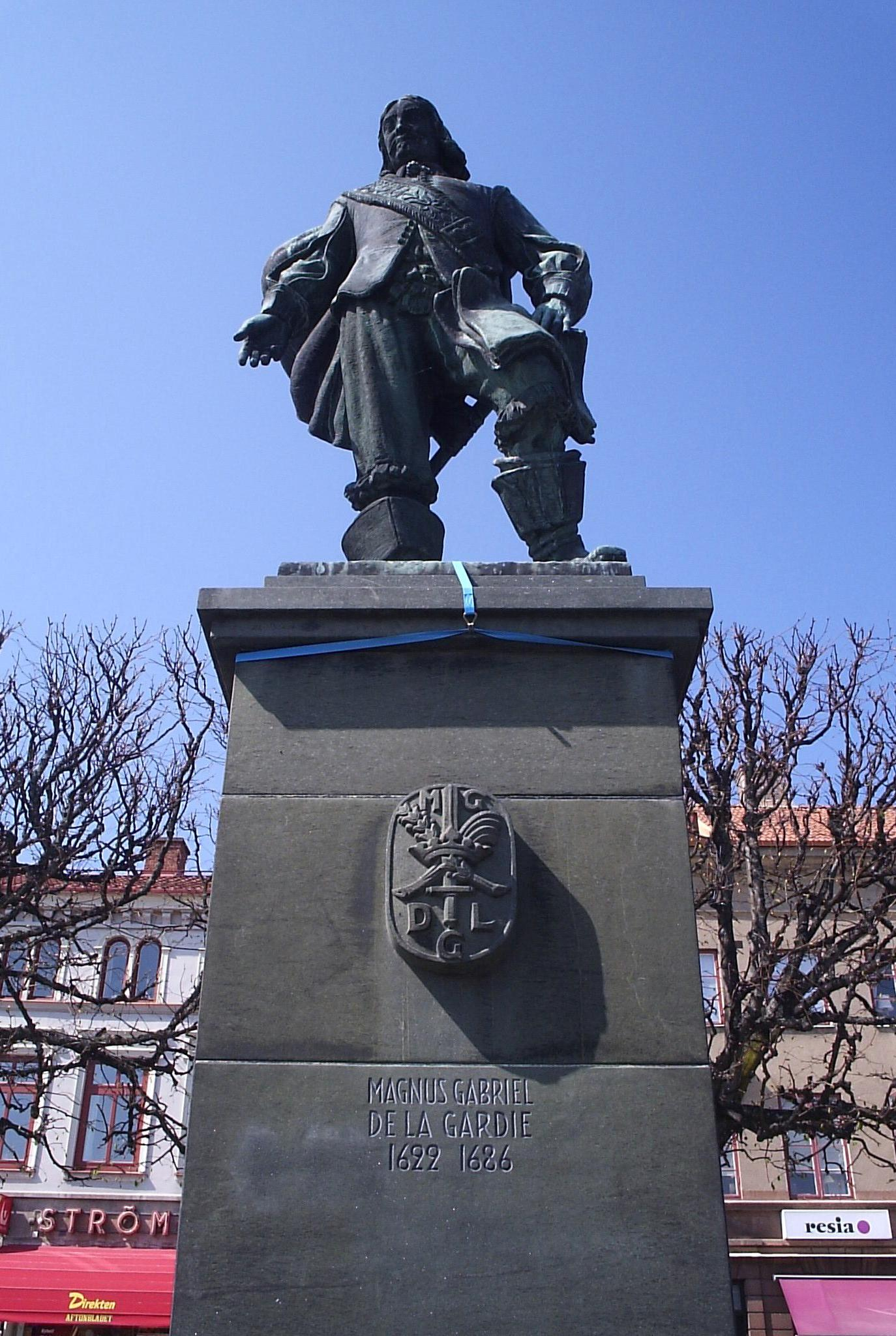
Pomnik Magnusa Gabriela De la Gardie w Lidköping

Magnus Gabriel De la Gardie (ur. 1622, zm. 1686) – szwedzki polityk i dowódca, długoletni kanclerz królestwa szwedzkiego.
Pochodził z jednej z najbogatszych rodzin szwedzkich, mającej korzenie francuskie. Jego ojcem był Jacob Pontusson De la Gardie, dowódca szwedzki. Magnus otrzymał staranne wykształcenie (m.in. na uniwersytecie w Uppsali), uzupełnione podróżą po Europie. Został faworytem panującej w latach 1644–1654 królowej Krystyny. Ożenił się z jej kuzynką, księżniczką Marią Eufrozyną z Zweibrücken, został gubernatorem Saksonii i uczestniczył w oblężeniu Pragi, a w 1652 r. został ministrem skarbu. Wkrótce jednak popadł w niełaskę królowej i musiał usunąć się z dworu. Za panowania jej następcy Karola X Gustawa (brata Marii Eufrozyny) Magnus służył w Inflantach i uczestniczył w potopie szwedzkim (dowodził wojskami szwedzkimi, które opanowały wówczas Litwę). Negocjował ze strony szwedzkiej warunki pokoju oliwskiego.  
Gdy Karol Gustaw zmarł w 1660 r., De la Gardie - zgodnie z jego ostatnią wolą - został mianowany na stanowisko kanclerza i członka rady regencyjnej, która objęła władzę do 1672 r. wobec małoletniości Karola XI. Przewodził wówczas stronnictwu wojennemu, które przeważało w radzie. Poszukując źródeł finansowania, podpisał wówczas dwa traktaty z Francją, zapewniające coroczne subsydia w zamian za ewentualne poparcie militarne w konfliktach (m.in. układ z 1661 r. zawierający klauzulę o wsparciu szwedzkim dla francuskiego kandydata na tron polski przy następnej elekcji). W 1675 r. Szwecja przyłączyła się do wojny Francji z koalicją, w której ponosiła początkowo porażki (m.in. w bitwie pod Fehrbellin w Brandenburgii). Winą za taki przebieg wojny obarczono De la Gardie i jego stronników, jeszcze w tym samym roku powołana została specjalna komisja do zbadania tej sprawy. Rozstrzygnięcie zapadło dopiero w 1682 r., gdy komisja uznała byłych regentów i senat winnymi niepowodzeń królestwa i nakazała im zapłatę bardzo wysokiego odszkodowania. 
De la Gardie został pochowany w kościele poklasztornym w Varnhem, który odnowił i gdzie urządził rodzinną nekropolię.
W 1669 roku podarował uniwersytetowi w Uppsali zakupiony wcześniej cenny, wczesnośredniowieczny rękopis z tłumaczeniem Biblii na język gocki znany jako Codex Argenteus.